# Política (Aristóteles)
Política o La Política (en griego Πολιτικα; en latín, Politica) es una obra de Aristóteles. Al final de la obra Ética nicomaquea Aristóteles expresa que la investigación sobre la ética desemboca en la política, y por ello las dos obras con frecuencia son consideradas como partes de un tratado amplio, al final de las obras, Aristóteles da a entender que la política es una forma de mantener a la sociedad “ordenada“ con normas y reglas. El título significa literalmente «las cosas referentes a la polis.»

## Contenido por capítulos

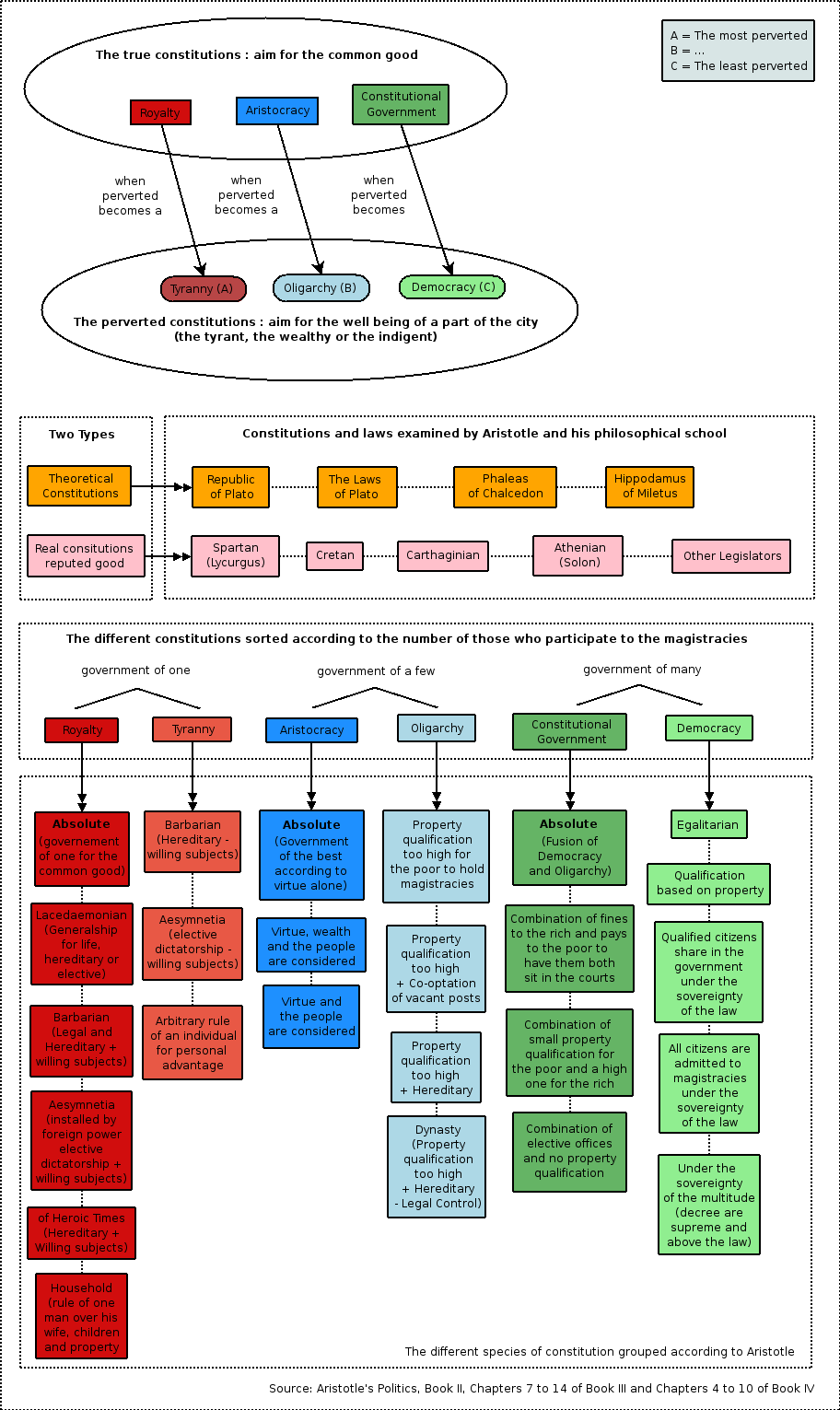
Esquema de constituciones según Aristóteles.

### Libro I
En el primer libro de la Política trata Aristóteles de clarificar y distinguir la polis de otra forma de sociedad. Si bien la polis surge cronológicamente después de la familia y de las tribus, conservando de ellos la estructura básica de la autoridad (el poder de unos sobre otros), se transforma en una realidad distinta, siendo anterior ontológicamente a las partes que la componen: la polis es un todo anterior a las partes; por ello el hombre es un “animal político”
En un segundo bloque se analiza la existencia y la esencia de la esclavitud. Ésta lo es “por naturaleza”, indispensable para el sostenimiento de la polis y de la economía doméstica. El esclavo lo es porque está incapacitado para el mando y limitado en su capacidad racional; por el contrario, el hombre libre es aquel que es fin en sí mismo (“persona”, en términos de Kant) y no es propiedad o instrumento de otro. Rechaza Aristóteles el fundamento “positivo” (legal) de la esclavitud, que la hace derivar del derecho de guerra.
En el tercer bloque aborda la economía doméstica; ésta emplea (usa) los bienes; pero la adquisición de éstos se explica por otros mecanismos. El arte de adquirir bienes (crematística) conduce a la riqueza, de un modo natural y justo. El modo de adquisición natural es aquel que responde a las exigencias naturales de supervivencia; concretamente la alimentación, distinguiéndose tantos modos de adquisición como modos de vida y viceversa. También se recurre al comercio, primero por el trueque y después con el uso de la moneda, que se ha convertido en valor de cambio, dando lugar a un modo de vida y de adquisición artificial y perversa: el dinero genera dinero. De este modo, la moneda, de ser un instrumento para la subsistencia natural, se convierte en un valor en sí. Esta transformación obedece a un cambio en la escala de valores: cuando se busca la vida placentera (la buena vida) en lugar de buscar la vida buena (virtuosa) nace la codicia y muere la posibilidad de desarrollo del hombre virtuoso.
El último bloque lo dedica al análisis del poder doméstico: es diferente –en especie- la autoridad paternal que la marital y la heril (del amo y el esclavo). Siendo estas formas de autoridad tan distintas y siendo la autoridad un elemento necesario en las relaciones familiares, se plantea la cuestión de la virtud específica de cada una de las autoridades de la unidad familiar (el padre, el marido y el amo). Las diferencias no son cuantitativas (de grado) sino cualitativas (de especie).
Finaliza el libro señalando la importancia de la educación moral de las mujeres y de los hijos: reside en que la educación ético-moral debe conducir a la educación política, del ciudadano, porque “las mujeres constituyen la mitad de la población libre, y los niños han de ser con el tiempo ciudadanos que participen del gobierno de la ciudad”

### Libro II
En el segundo libro realiza Aristóteles un examen crítico de las constituciones pasadas, presentes y posibles a fin de mostrar sus deficiencias y virtudes en aras a la elaboración de una forma de constitución “que sea la mejor de todas para un pueblo capaz de alcanzar el modo más ideal de vida”. Comienza por la propuesta de su maestro Platón, tal como éste la elaboró en sus obras La República y Las leyes El núcleo de la teoría política de Platón reside en su visión unitarista del Estado y a él van dirigidas todas las críticas. La visión unitarista hace referencia a la concepción del Estado como un “todo” unitario y unívoco en el que todo es común (hijos, mujeres, bienes), supone que la unidad es preferible a la multiplicidad y la homogeneidad a la diversidad. Pero, sostiene Aristóteles, la ciudad es multiplicidad y si se avanza en el objetivo de la unidad, entonces la polis desaparece como tal y se convierte en familia o en individuo, “porque la familia tiene más unidad que la ciudad y el individuo mucho más que la familia”. Además de ser una quimera, tal unidad conlleva consecuencias indeseables: La comunidad de mujeres e hijos, además de antinatural es irrealizable, pues no se pueden ocultar a los ciudadanos los lazos de familia que los unen y conllevaría a crímenes contra natura (el incesto); por ello, “es mejor ser primo de una persona privada que ser hijo en el sistema platónico”. La comunidad de bienes conlleva a la indiferencia y descuido de estos bienes e impide el ejercicio de la virtud de la generosidad. Aristóteles apuesta por un término medio entre dos extremos: el régimen privado de la propiedad y el uso común de los bienes. Considera Aristóteles que Las Leyes son una colección de estatutos, a diferencia del proyecto de ciudad ideal que describe en La República, pero en el fondo subyacen los mismos principios. Critica de Las Leyes , entre otros aspectos, el desorbitado número de habitantes de la ciudad, el que no se tenga en cuenta a las ciudades vecinas y que se ponga límites a la tasa de natalidad, aspecto fundamental este último por cuanto esta falta de control conduce a la pobreza y ésta a la sedición y al crimen.
En un segundo bloque analiza las constituciones ideadas por otros autores: Faleas de Calcedonia e Hipodamo de Mileto. La novedad del primero reside en su tesis sobre la propiedad: las revueltas y desórdenes tienen su origen en la desigual distribución de la riqueza. La crítica de Aristóteles se centra en este punto: establecer la igualdad en la distribución de la propiedad es difícil de conseguir, poco eficaz e insuficiente, pues el problema de la propiedad no es tanto una cuestión socioeconómica cuanto moral: el deseo del hombre es insaciable, y por ello, la solución verdadera está en la educación en la templanza y en la moderación. Hipodamo de Mileto parece ser un precedente de Platón pues “fue el primero en hablar de un régimen político perfecto”, dominando en su sistema la tríada pitagórica en lo que se refiere a las clases sociales, las partes del territorio o los tipos de leyes. La crítica de Aristóteles recorre diversos aspectos de su sistema, pero se centra en la cuestión de si es positiva la innovación y el cambio en política. La respuesta de Aristóteles es una apelación a la prudencia, pues “es más peligroso el hábito de desobediencia a la Ley que útil la innovación”.
En un tercer bloque realiza un análisis crítico de algunas constituciones realmente existentes: Esparta, Creta y Cartago. Tienen todas en común el desvío de la mejor forma de gobierno –la aristocracia – por lo que en ellas se mezclan los otros regímenes: oligarquía o democracia. Las constituciones griegas poseen las mismas instituciones: los siervos, las comidas en común, los magistrados y los Ancianos, si bien existen entre ellas notables diferencias. La constitución de Cartago peca por exceso en la estimación de la riqueza, en la acumulación de cargos en un solo individuo y en poder dado a los magistrados. Su defecto consistía una desatención a los asuntos de defensa dl Estado. El último capítulo lo dedica a las innovaciones de algunos legisladores antiguos (Solón, Filolao, Dracón o Pítaco, entre otros)

### Libro III
Comienza Aristóteles distinguiendo los conceptos de Estado y de régimen político o constitución. El Estado no se ciñe a los actos de gobierno ni a los límites físicos de la ciudad ni a la identidad de las gentes. Mientras que la existencia de un Estado se debe a la “materia” –el territorio y sus gentes-, la esencia (identidad) de un Estado es la “forma”, la constitución política; ésta ha de darse necesariamente, aunque cambie el lugar o los individuos. Pero hay una categoría de individuos que constituyen el alma del Estado, lo que lo mantiene en la existencia: es el ciudadano. El ciudadano es un hombre libre que puede participar en las funciones legislativa y judicial del Estado. Por ello, el sistema político propio del ciudadano es la democracia. ¿Y posee el ciudadano una virtud propia, específica, diferente de la que posee cualquier hombre? Aquí es donde Aristóteles desarrolla la distinción fundamental entre “hombre” (individuo) y ciudadano: Si todos los hombres son iguales, todos pueden desarrollar la virtud que los hace hombres, pero los ciudadanos son distintos en función del Estado al que pertenece, de modo que su virtud es relativa al Estado. (la virtud de un ciudadano ateniense le llevará a defender a Atenas frente un ciudadano espartano, mientras que en cuanto hombres todos deben ayudarse en la existencia). Sin Estado no hay ciudadanos, y sin ciudadanos no hay Estado; por eso, cuando faltan hombres pueden ser ciudadanos los extranjeros, pero ningún ciudadano puede ser “extranjero en su ciudad”.
En un segundo bloque analiza las distintas formas de autoridad y de regímenes políticos. Según el tipo de asociación “humana” se distingue tres formas de autoridad: el señor, el padre y el gobernante, para las tres formas respectivas de sociedad: heril, doméstica y política. Es esta última forma de asociación donde se considera a sus miembros libres e iguales y el objetivo es el bien común (gobernantes y gobernados). Según este criterio y atendiendo al número de personas que participan en el gobierno, se distinguen seis formas de gobierno: tres legítimas y justas (monarquía, aristocracia y república) y sus respectivas formas desviadas (tiranía, oligarquía y democracia).
A continuación trata de los principios básicos de un Estado y de la Soberanía.  Lo que distingue al Estado de otras formas de asociación es el fin u objetivo que se persigue. Otras formas de asociación pueden ser aquellas que tienen como fin la paz entre los pueblos, el intercambio económico o cultural o la defensa militar… Pero esto no constituye la esencia de la ciudad; tales objetivos se pueden dar con Estado o sin él, pero para que se dé una ciudad se requiere una vida en común de casas y familias con el fin de una vida feliz y autosuficiente. ¿Y quién debe ejercer la soberanía? Aristóteles defiende la “soberanía popular”, que es lo mismo que “la ley fundada en la razón”; la mayoría, la “masa”, el “pueblo” en su conjunto, juzga mejor y se corrompe menos que un individuo o un grupo. En todo caso, la distribución del poder político debe depender sólo del fin de la actividad política y no de otras consideraciones extrapolíticas como la raza, el sexo o la belleza. Aristóteles introduce una reflexión sobre la figura del ostracismo, institución que consiste en un “destierro político” de aquellos individuos que “no son iguales” –porque sobresalen por su riqueza, su popularidad o por poderío- y por ello a ellos no se les puede gobernar. El ostracismo “positivo” es que el que de hecho se da en todas las constituciones; está justificado políticamente como una estrategia eutáxica, que favorece el buen orden del Estado.
Por último, analiza Aristóteles la Monarquía, sus diferentes formas, sus ventajas e inconvenientes y los aspectos que la hacen rechazable como forma de gobierno en una ciudad  entre individuos libres e iguales. Sólo en un caso es justificable la monarquía absoluta: en el mismo sentido en que es injustificable el ostracismo: no debe aplicarse a los hombres justos y virtuosos, pues éstos encarnan la síntesis del individuo (ética) y del ciudadano (moral). Se trata de un ostracismo “negativo”, cuya justificación política es problemática, dados los casos de una constitución perfecta o de individuos de señalada virtud, que deberían ser “reyes perpetuos en las ciudades”

### Libro IV
Sobre las tareas y funciones de las teorías políticas. Tipos de politeias (constituciones) y por qué hay de distintas clases. Los intereses personales logrados por medio de algunas constituciones. Tipos de democracia y de oligarquías. Oficios del gobierno.

### Libro V
Trata de la teoría general de la ciudad perfecta. Ejemplifica con ciudades del momento y pasadas. Del cambio constitucional y lo que sería la perfecta transición de una forma de poder a otra. Las revoluciones en diferentes tipos de constituciones y las formas de preservar las constituciones mediante las instituciones. De la  inestabilidad de la tiranía, lo que hoy podríamos llamar dictadura.

### Libro VI
Es sobre las constituciones democráticas. Sus ventajas y desventajas. Sobran las constituciones oligárquicas.

### Libro VII
Es sobre el mejor Estado y la mejor vida. Describe un poco la situación del momento. Sobre la población, territorio y posicionamiento del Estado Ideal. Las instituciones ideales del estado ideal. Del matrimonio y los niños.

### Libro VIII
Sobre la educación en el Estado ideal y su rol.